# Mons Heng
Il Mons Heng è una struttura geologica della superficie della Luna.